# Ekkehard Steinhäuser
Ekkehard Steinhäuser (* 1964 in Eisenhüttenstadt) ist ein deutscher evangelischer Theologe. Er leitet gegenwärtig das Pädagogisch-Theologische Institut der Evangelischen Kirche in Mitteldeutschland und der Evangelischen Landeskirche Anhalts.

## Leben und Werk
Im Anschluss an sein Theologiestudium an der Kirchlichen Hochschule Naumburg und sein Vikariat war Steinhäuser als Wissenschaftlicher Mitarbeiter für Praktische Theologie/Religionspädagogik am Institut für Evangelische Theologie der PH Erfurt tätig. Außerdem promovierte er zum Thema Das Problem der Integration utilitaristischer Argumentation in die theologische Ethik an der Theologischen Fakultät Halle. Nach mehrjähriger Leitung eines diakonischen Zentrums der Diakoniestiftung Lazarus Berlin war er von 1999 bis 2013 Gemeindepfarrer der evangelischen Kirchengemeinde Quedlinburg und theologischer Vorstand der Domschätze im Kirchenkreis Halberstadt. Während dieser Zeit war er auch als stellvertretender Superintendent und stellvertretender Präses der Kreissynode tätig. Von 2013 bis 2017 arbeitete er als stellvertretender Leiter der Forschungsstelle Religiöse Kommunikations- und Lernprozesse an der Theologischen Fakultät der MLU Halle-Wittenberg. Seit Juni 2017 ist er Direktor des Pädagogisch-Theologischen Instituts der Evangelischen Kirche in Mitteldeutschland und der Evangelischen Landeskirche Anhalts.
In seinem 2013 in der ersten Auflage erschienenen Werk Die entweihte Kirche setzte er sich mit dem nationalsozialistischen Vorhaben zur Nutzung der Stiftskirche St. Servatii zu Quedlinburg als „Weihestätte“ auseinander.

## Schriften
- Die entweihte Kirche. Wie die Nationalsozialisten sich der Stiftskirche St. Servatii zu Quedlinburg bemächtigten, 2. Aufl., Wettin-Löbejün 2016.
- mit Michael Domsgen: Identitätsraum Dorf, Leipzig 2015.
- Das Problem der Integration utilitaristischer Argumentation in die theologische Ethik, Frankfurt a. M. et al. 1997.